# Alysina
Alysina is een geslacht van vlinders van de familie uilen (Noctuidae), uit de onderfamilie Hadeninae.

## Soorten
- A. nullifera Walker, 1857
- A. purdii Fereday, 1883